# Сельское поселение «Степнинское» (Забайкальский край)
Се́льское поселе́ние «Степнинское» — муниципальное образование в Оловяннинском районе Забайкальского края Российской Федерации.
Административный центр — железнодорожная станция Степь.

## История
Статус и границы сельского поселения установлены Законом Читинской области от 19 мая 2004 года «Об установлении границ, наименований вновь образованных муниципальных образований и наделении их статусом сельского, городского поселения в Читинской области»

## Население
| 2010  | 2011  | 2012  | 2013  | 2014  | 2015  | 2016  |
| ----- | ----- | ----- | ----- | ----- | ----- | ----- |
| 2753  | ↘2695 | ↘2210 | ↘1980 | ↘1842 | ↘1712 | ↘1677 |
| 2017  | 2018  | 2019  | 2020  | 2021  |       |       |
| ↘1655 | ↘1646 | ↘1616 | ↘1609 | ↘488  |       |       |

## Состав сельского поселения
| № | Населённый пункт | Тип населённого пункта                          | Население |
| - | ---------------- | ----------------------------------------------- | --------- |
| 1 | Степь            | железнодорожная станция, административный центр | ↘488      |